# 香坂優
香坂 優（こうさか ゆう、1950年1月21日 - ）は、日本のアルゼンチン・タンゴ歌手。愛知県名古屋市出身。本名、太田 多恵子（おおた たえこ）。タレント活動時は「どんぐり音楽会」の歌のお姉さん、ポッポちゃんの愛称で親しまれた。
タンゴ界において、パリージャ（譜面のない即興の伴奏）による歌唱を得意とする希少な歌手。

## 経歴
1950年1月21日、愛知県名古屋市にて出生。3歳の時、飛び入りで出場した中部日本放送主催の「子供のど自慢」にて優勝。中部日本放送児童合唱団に所属する。1968年愛知県立愛知商業高校卒業（第15回生）。その後、名古屋テレビタレントセンター卒業を経て、CBCにてテレビ・ラジオのタレント司会者・アナウンサーとして週7本のレギュラーを持つほどになる。
1975年、結婚して引退ののち上京。1981年、娘が6歳の頃に離婚。歌手への夢を諦め切れず、シャンソン・カンツォーネ歌手として活動を再開する。1986年、共演した淡谷のり子に意を決してシャンソン歌手として見込みがあるか訪ねたところ、いつまで歌っていたいのか、いまのままでは50歳までに声が出なくなると言われ、ボイストレーナーを紹介された。トレーニングを真剣に取り組む姿勢を認められ、1987年、淡谷のり子に師事するようになる。
1990年、淡谷のり子にシャンソンもカンツォーネもあなたの声に合わない、感情をぶつけるように歌うタンゴがいい、タンゴをやらないなら歌をやめて再婚でもしなさいと言われ、タンゴ歌手へ転向する。転向して3ヶ月、未だ戸惑うまま、1991年にアルゼンチンのコルドバで行われた州政府主催の音楽祭に淡谷の推薦で日本代表のタンゴ歌手として出演。この時に本場のアルゼンチン・タンゴに触れ、そのメッセージ性の強さや、歌手のドラマを感じさせる歌い方、何もかもを超えて感動させることができることに衝撃を受けた。これを機にタンゴ歌手の道を歩み始めることとなる。
帰国後、本格的にタンゴを学習するも納得できず、本場で学習するために1993年に2ヶ月間、1994年に3ヶ月間、ブエノスアイレスへ留学する。1994年の留学時、日本人プロデューサーが「タンゴ界最高峰」と言われるマリアーノ・モーレスと引き合わせてくれた。この時、めったにレッスンしないことで有名な彼からのレッスンに誘われた。厳しいレッスンの後に認められ、本場ブエノスアイレスでタンゴ歌手としてデビューする。
キンテート・ノルベルト・ラモス楽団来日、共演コンサートを行う。
1996年、ブエノスアイレスにて、「カサブランカ」に2週に亘り出演、ＴＶクロニカ「土曜の夜に」出演。　
オスバルト・レケーナ& タンゴセッション楽団来日、共演コンサートを行う。
1998年、日本とアルゼンチンの修好100周年、日本を代表する唯一のアルゼンチンタンゴ歌手として、両国で開催された数々のイベントに招聘された。キンテート・ノルベルト・ラモス楽団再び来日、共演コンサートを行う。
来日した前大統領カルロス・S・メネム氏の歓迎晩餐会では、前総理小渕恵三よりすべての来賓にCD「ブエノスアイレスの香坂優」が贈られた。
2000年、セステート・スール 楽団来日、共演コンサートを行う。
2002年、10月南アフリカ共和国で行われた“ジャパン・フェスティバル”に招聘される。
2003年に自叙伝的エッセイ「抱きしめてタンゴ」を出版。
2008年、日亜修好110周年記念公演として、日本の伝統芸術の能・新内とタンゴのコラボレーション・イベント「情炎・源氏物語」の特別公演を行う。
2012年、和製タンゴ「恋は悲しみのタンゴ」で日本の歌謡界にメジャーデビュー。
2015年、渋谷文化村シアターコクーンにて「香坂優リサイタル2015」。
2019年、ピアニスト：ファン・トレピアーナ氏を迎えてのライブ録音「TANGO BLOOD MOON」を世界配信。
音楽を通じてアルゼンチンと日本の友好関係に寄与している。

## ディスコグラフィー
| 発売日        | タイトル                                           | レーベル                                 | 規格品番   | 備考                                                                            |
| ------------- | -------------------------------------------------- | ---------------------------------------- | ---------- | ------------------------------------------------------------------------------- |
| 1998年        | ブエノスアイレスの香坂優〜愛してると言って〜       | ビクターエンタテインメント               | PRCD-5221  | 日亜修好100周年カルロス・メネム歓迎晩餐会での贈答品として小渕恵三によって採用。 |
| 2004年5月31日 | 抱きしめてタンゴ                                   | ソニー・ミュージックコミュニケーションズ | TGCS-2015  |                                                                                 |
| 2012年4月25日 | 恋は悲しみのタンゴ／感謝                           | ウェブクウ                               | WKCL-7092  |                                                                                 |
| 2016年1月13日 | 愛の讃歌〜越路吹雪を歌う〜                         | キングレコード                           | KICS-3289  | 自身が尊敬するシャンソン歌手越路吹雪のカバーアルバム。                          |
| 2019年4月17日 | Tango Blood Moon at TheGLEE                        | TheGlee Record                           | GPHR-19001 |                                                                                 |
| 2020年9月20日 | ありがとう宙（SORA）／手紙〜親愛なる子どもたちへ〜 | project-KMK                              | KMK-001    | 作者不詳ポルトガル語の詩を角智織が訳詩、樋口了一が作曲。                        |

## 著書
- 『抱きしめてタンゴ』主婦の友社、2003年4月1日。ISBN 4072361399。